# Calitri
Calitri (Calìtrë in dialetto irpino) è un comune italiano di 4 121 abitanti della provincia di Avellino in Campania situato lungo le rive del fiume Ofanto.

## Geografia fisica

### Territorio
Calitri è situata su una collina a 530 m s.l.m. in Irpinia, al confine con la Basilicata. Il territorio comunale è attraversato dal fiume Ofanto e da tre suoi affluenti: Ficocchia, Cortino (o Isca) e Orata.

### Sismicità
Calitri, già epicentro del terremoto del 1910, fa parte integrante del distretto sismico dell'Irpinia.
- Classificazione sismica: zona 1 (sismicità alta)[7]

## Origini del nome
Il toponimo è di origine incerta. Secondo una prima ipotesi il nome deriverebbe da un'antica radice mediterranea (comunque pre-indoeuropea) cal avente il significato di "roccaforte" o "fortezza" ; altri lo ricollegano invece al ligure Caletranus Ager attestato nel lontano territorio di Luni (la folta presenza di Liguri in Irpinia è infatti documentata fin dal 180 a.C.). Secondo un'altra linea di pensiero il toponimo deriverebbe piuttosto dall'antico nome prelatino (galatro) di una pianta assai comune in zona, l'avena selvatica.

## Storia
Le prime tracce della presenza umana nel territorio di Calitri risalgono al Neolitico, cui appartengono alcuni utensili in selce levigata conservati presso il museo irpino di Avellino. Tuttavia diventa un vero e proprio insediamento urbano solo a partire dal XIII secolo. Nel periodo medioevale, Calitri è uno dei tanti centri sottoposti all'amministrazione longobarda prima e normanna e sveva poi. Durante la dominazione normanna, il feudo di Calitri venne affidato ai Balvano, mentre sotto il regno di Federico II di Svevia appartenne al regio demanio. Nel 1304 Calitri passò ai Gesualdo, principi di Venosa che ne ebbero il possesso per tre secoli. Con i Gesualdo, Calitri conobbe la sua epoca d'oro e l'antico castello venne trasformato in una sontuosa dimora signorile. Dopo i Gesualdo, Calitri passò ai Ludovisi che, nel 1676, lo cedettero alla famiglia Mirelli. Durante il terremoto dell'8 settembre 1694 il castello di Calitri fu completamente distrutto e morì il principe Mirelli. I superstiti della famiglia Mirelli optarono per l'abbandono dei ruderi in cima alla collina ricostruendo il palazzo baronale più a valle. Nel quadriennio 1743-46 il suo territorio fu soggetto alla giurisdizione del regio consolato di commercio di Ariano, nell'ambito della provincia di Principato Ultra. Nel 1784 venne esposta, sulla porta di Nanno del nuovo palazzo baronale, la testa del brigante Angelo Duca, che aveva imperversato nella zona con scontri vittoriosi contro l'esercito borbonico, giustiziato a Salerno. Dopo l'unità d'Italia la storia di Calitri si confonde con quella di tanti altri centri dell'Italia meridionale: brigantaggio, emigrazione, latifondismo baronale, lotte per la spartizione della terra. Nel 1861 fu conquistata e liberata dagli uomini del brigante lucano Carmine Crocco, assieme a Carbonara, Conza e Sant'Andrea. Nel giugno 1910 e nel luglio 1930 dei sismi di notevole magnitudo colpirono Calitri; nella prima guerra mondiale Calitri diede un notevole contributo alla causa nel 1915 e nel 1918, nel 1924 eressero una Vittoria Alata che ricorda le 120 vittime del conflitto. Nel febbraio 1941 è stata teatro dell'operazione Colossus. Nel 1943 arrivarono le truppe tedesche che distrussero molti ponti tra cui quello sull'Ofanto. L'8 settembre, giorno in cui si celebra la natività della Beata Vergine Maria (giorno di festa per i calitrani), una radio annunciò che l'Italia aveva chiesto l'armistizio: i calitrani pensarono alla fine della guerra, ma a Calitri si combatterà, comunque, una battaglia contro i tedeschi in ritirata. La mattina del 29 settembre dello stesso anno, dei facinorosi si rivoltarono e malmenarono l'allora sindaco conte Salvatore Zampaglione e l'ex podestà, saccheggiarono lo stesso palazzo e uccisero alcuni componenti della famiglia Ricciardi. Calitri risentì poi, sia pur con lieve ritardo, del boom economico: in quegli anni divenne un notevole polo scolastico (scuola media, istituto tecnico commerciale, istituto d'arte, liceo scientifico, istituto professionale).
Il sisma del 1980 provocò due decessi e l'inagibilità per molti anni di gran parte del centro storico.

### Simboli
Lo stemma e il gonfalone sono stati concessi con DPR del 23 marzo 2023.
Stemma
Gonfalone

## Monumenti e luoghi d'interesse

### Architetture religiose

#### Chiesa di San Canio
Già presente nell'VIII secolo all'interno delle mura, dedicata ai protomartiri Cosma e Damiano, divenne nel 799 sede delle reliquie di san Canio. Nel 1547 venne riedificata a spese del comune, ma in seguito fu distrutta dal terremoto del 1694. Nel 1747 fu ultimata la ricostruzione, ma, resa pericolante da una frana, venne riadattata al culto. Purtroppo altri eventi sismici e un lento movimento franoso ne minarono la stabilità per cui, eseguite vanamente nel tempo alcune riparazioni, si decise nel 1881 di demolirla. Nel 1883 vi furono lavori di sistemazione della piazza che, dopo il sisma del 1910, subì diverse modifiche, fino all'attuale sistemazione. Subito dopo la demolizione della chiesa, in consiglio comunale si cominciò a dibattere il problema della sua ricostruzione, anche perché la cappella dell'Annunziata, che nel frattempo fungeva da chiesa parrocchiale, risultava troppo angusta. Solamente nel 1921 venne deliberata la costruzione della nuova chiesa in largo Croce, attuando un progetto che prevedeva la costruzione dell'abside, della crociera e di un campanile provvisorio; i lavori furono portati a termine nel 1924. La nuova chiesa fu ivi edificata nei primi anni trenta, e nel 1965 fu ampliata e portata da una a tre navate. Danneggiata nuovamente dal terremoto del 1980, fu ricostruita e, nel 1993, riaperta al culto. Oltre all'altare maggiore in marmo intarsiato del XVIII secolo, sugli altari e sulle pareti delle navate laterali si possono ammirare pregevoli tele del XVIII secolo (Apoteosi di san Canio, Adorazione del Santissimo Sacramento, Madonna con Bambino, Presentazione al Tempio e Madonna Assunta). In fondo alle navate laterali vi sono due altari: uno ospita una statua del Sacro Cuore; l'altro, la statua del patrono San Canio.

#### Chiesa dell'Immacolata Concezione
La chiesa venne aperta al culto nel 1714, sul poggio di San Biagio. Vi si istituì l'Arciconfraternita dell'Immacolata Concezione, le cui Regole furono approvate da Carlo di Borbone nel 1759.
 Nel 1840 fu, per la prima volta, utilizzata come sepolcro. Fu danneggiata gravemente dal terremoto del 1980, venne successivamente riedificata; la facciata rimase indenne, come pure originali sono il portale d'ingresso e i due portali laterali in pietra.

#### Chiesa di Santa Lucia

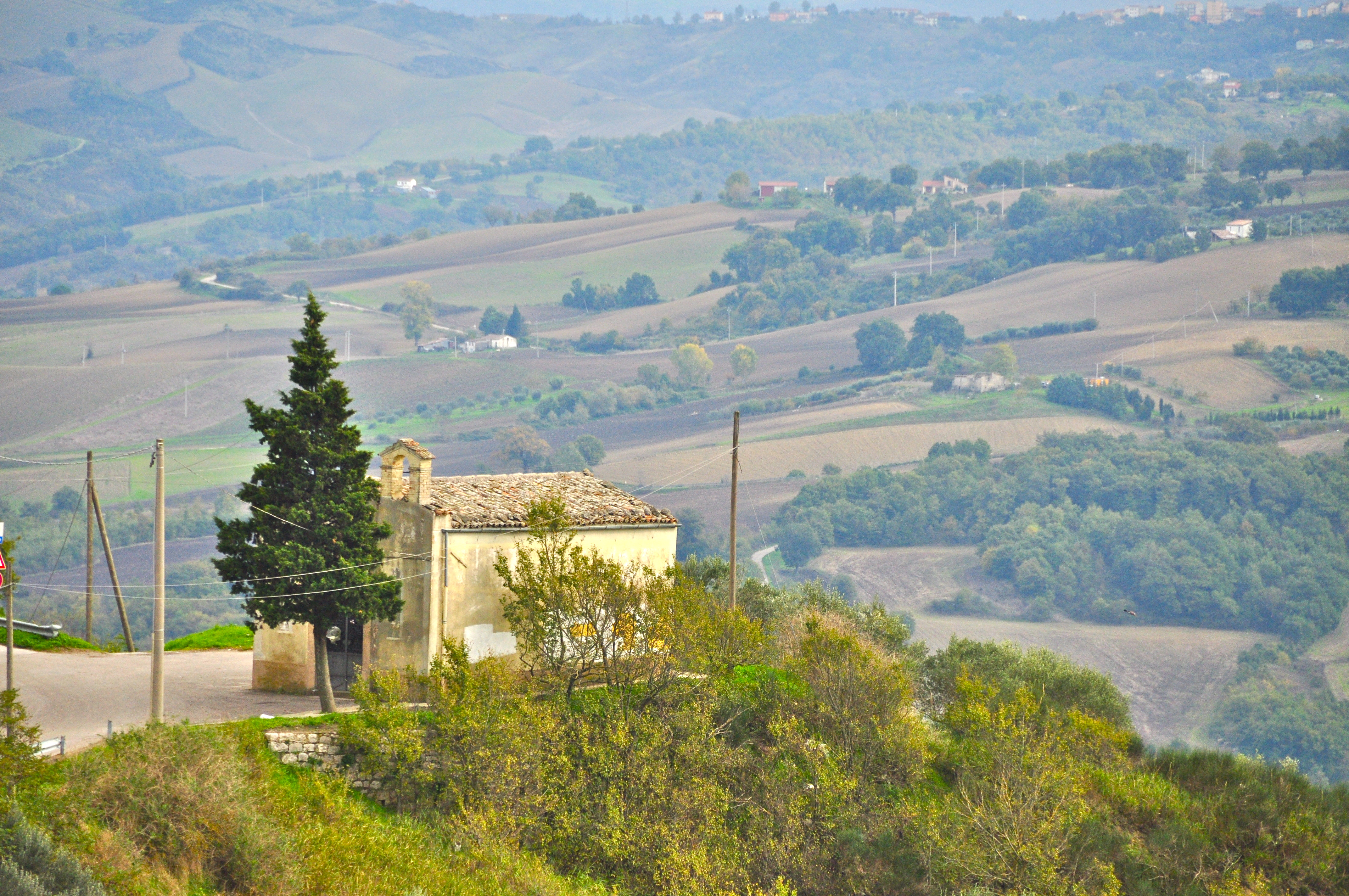
Chiesa di Santa Lucia

È una piccola chiesa eretta intorno al 1580. All'interno sono custodite due statue che raffigurano Santa Lucia. Ogni anno si celebrano due messe: il 31 agosto e il 13 dicembre.

#### Chiesa di San Berardino
È situata nel rione più antico di Calitri. Fu eretta attorno al XVI secolo come cappella laicale, a testimonianza della carità di alcuni cittadini verso i meno abbienti. Al suo interno, oltre ad una statua di San Berardino, è conservata una statua della Madonna, proveniente dall'Abbazia di S. Maria in Elce; pregevole il portale in pietra.

#### Chiesa di Sant'Antuono (Sant'Antonio Abate)
Fu costruita sulle rovine di una vecchia chiesa (risalente probabilmente al XIV o XV secolo) nel 1739, a spese della famiglia Natale, che volle dedicarla a sant'Antonio abate. La chiesa più antica, forse completamente distrutta dal terremoto del 1694, era più grande di quella edificata più tardi.

#### Chiesa di Sant'Antonio da Padova
È situata nel rione Cascina, fu costruita nel 1638 e distrutta dal terremoto del 1694. L'esterno della chiesa fu quindi completamente rifatto in epoca successiva. L'attuale portale è proveniente dall'antica cappella di S. Rocco che dalla metà dell'Ottocento venne inglobata da abitazioni e magazzini dell'attuale corso Matteotti.

#### Chiesa del Calvario
È situata su una collinetta detta Calvario. Fu fatta erigere da un esponente della famiglia Gervasi di ritorno da una crociata in Terra santa. Costruita originariamente con la facciata verso sud, nella ristrutturazione successiva al terremoto del 1910 cambiò orientamento, e la facciata fu direzionata a Ovest. Ogni venerdì santo è meta della processione che rappresenta la passione di Gesù Cristo.

#### Chiesa dell'Assunta
È l'unica chiesa della frazione di Calitri Scalo. Eretta per volontà di Salvatore Scoca nel 1953.

#### Chiesa della Madonna della foresta
È una piccola chiesetta di campagna meta di pellegrinaggio nelle domeniche di maggio.

### Monumenti

#### Monumento ai Caduti
La costruzione del Monumento ai "Caduti di tutte le guerre" iniziò nel 1918 e fu inaugurato nel 1924, con annessa area del Parco "Parco della Rimembranza".

#### Monumento all'emigrante
Realizzato dallo scultore Fulvio Moscaritolo è ispirato agli emigranti che da Calitri sono andati a cercare fortuna in giro per il mondo.

## Società

### Evoluzione demografica
Abitanti censiti

### Etnie e minoranze straniere
Al 31 dicembre 2020 risultavano residenti nel comune di Calitri 132 cittadini stranieri provenienti da 17 nazioni. Le nazionalità più rappresentate sono:
- Marocco, 45
- Romania, 25
- Ucraina, 17
- Albania, 12

### Lingue e dialetti
Accanto alla lingua italiana, nel territorio di Calitri è in uso un dialetto irpino: il calitrano.

### Tradizioni e folclore
Il 25 maggio viene festeggiato il patrono san Canio che viene portato in processione per le vie del paese; la processione viene poi ripetuta anche il 1º settembre. L'8 settembre, invece, viene celebrata la natività della Beata Vergine Maria, festa particolarmente sentita dalla comunità calitrana, con la statua dell'Immacolata anch'essa portata per le vie del paese. Altre processioni avvengono il 31 agosto (Santa Lucia) e il 7 settembre (San Vito). Il venerdì prima di Pasqua, partendo dalla chiesa dell'Immacolata Concezione, si porta una statua che rappresenta Gesù morente fino al colle del Calvario, accompagnato dalla statua della Madonna Addolorata.
In tutte le processioni gli appartenenti alla Confraternita dell'Immacolata indossano una tunica bianca, cinta da un cordone azzurro, e un mantellino azzurro. Durante la processione della Via Crucis viene aggiunta una corona di spine sul capo e alcuni portano anche una croce di legno sulle spalle.
A Natale, nel centro storico, si tiene una rappresentazione della Natività nel contesto degli antichi mestieri tradizionali del paese.

### Leggende e credenze
Diverse sono le creature dell'immaginario popolare che abitano Calitri:

#### Scazzamauriegghij
Lo Scazzamauriegghij è un folletto che indossa un berretto rosso. Dotato del potere dell'invisibilità, della lettura del pensiero oltre alla facoltà di penetrare nelle case anche attraverso il muro, spesso entra sotto mentite spoglie (ad esempio quelle di un animale). Una volta entrato, si nasconde nell'angolo più oscuro e spaventa gli inquilini iniziando a sconvolgere la casa. Altra sua caratteristica è il notevole peso: più diventa piccolo e più pesa. È solito salire sul petto delle persone mentre queste dormono e sulle spalle di quelle sedute, se ne avverte la presenza per il forte peso, ma non si riesce a vederlo perché scompare e ricompare dove vuole senza mai camminare.

#### Leggenda della Criatura r' la Cupa
Un giovane contadino, tornando dalla campagna, camminava col suo asino nei pressi del torrente Cortino, in località Cupa.
Gli unici rumori udibili erano il canto del giovane ed il rumore degli zoccoli del suo asino. Ad un tratto, udì un vagito: il contadino trovò fra i cespugli una bimba, la prese in braccio e continuò a camminare. Ma passo dopo passo la piccola pesava sempre di più, tanto da non riuscire più a reggerla, e il contadino la posò a terra; quando andò a riprenderla, notò che la bambina, che ormai aveva assunto sembianze mostruose, rideva di un ghigno beffardo.
Il contadino, pensando che si trattasse di un demonio, fuggì via. Il giorno dopo il giovane fu costretto a letto da una febbre altissima. Altri due aneddoti si raccontano sulla "criatura rə la Cupa". Il primo racconta che, catturatala, alcuni uomini notassero una folta peluria sul viso di lei. Il secondo narra che, dopo averla catturata, alcuni uomini erano sul punto di buttarla in un burrone ma alla fine desistettero perché la bambina recava delle croci sulle scarpe.

#### Leggenda del tesoro di San Zaccaria
Quello di San Zaccaria era un vecchio casale diroccato, luogo desolato, ricco di grotte e anfratti, situato ai margini del bosco di Castiglione, che incuteva timore ai viandanti. Secondo la leggenda, dei cittadini che vivevano in quei luoghi furono barbaramente uccisi da ladroni, che poi si sterminarono a vicenda, avidi del prezioso bottino. Il tesoro, durante le lotte, venne nascosto ed affidato ai demoni che lo posero nelle grotte sottostanti le rovine di San Zaccaria. Le ricchezze erano lì, a portata di mano, ma chi provò a prenderle si rese conto che più si scavava, più il tesoro veniva portato giù dai demoni. Per impossessarsi del bottino bisognava scendere a patti con il diavolo, promettendogli l'anima.

## Cultura

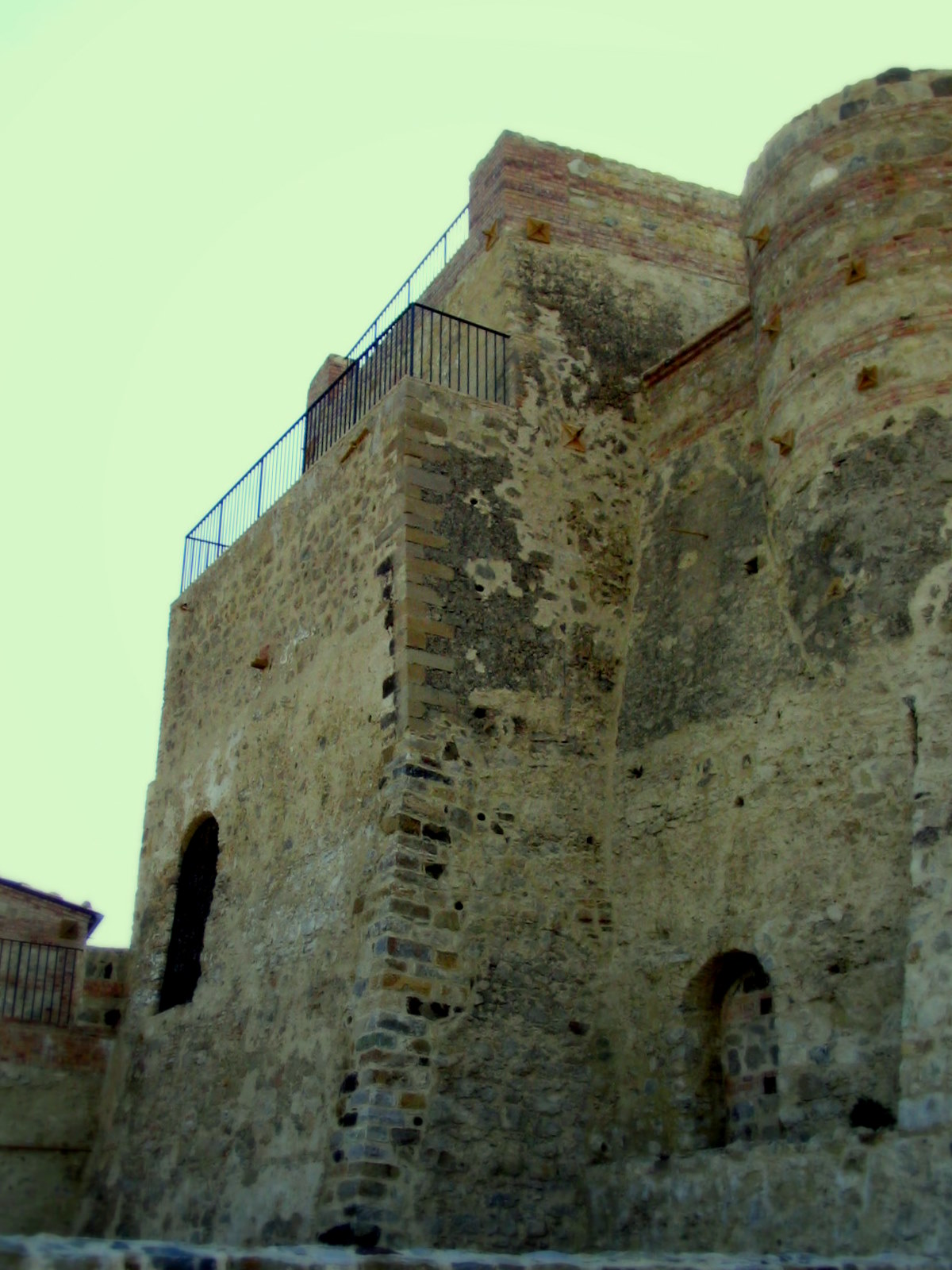
Torri e Bastioni

### Istruzione

#### Biblioteche
- Biblioteca Comunale

#### Scuole
A Calitri sono presenti una scuola dell'infanzia, una scuola primaria, una scuola secondaria di primo grado. I tre istituti superiori presenti sul territorio sono stati unificati e intitolati ad Angelo Maria Maffucci
- Istituto tecnico commerciale Angelo Maria Maffucci;
- Liceo scientifico, in precedenza intitolato a Leonardo Da Vinci,
- Liceo artistico, ex Istituto statale d'arte, precedentemente intitolato a Salvatore Scoca.

#### Musei
- Museo della ceramica tradizionale di Borgo Castello
- Museo della ceramica contemporanea dell'ex Istituto d'Arte "Salvatore Scoca"

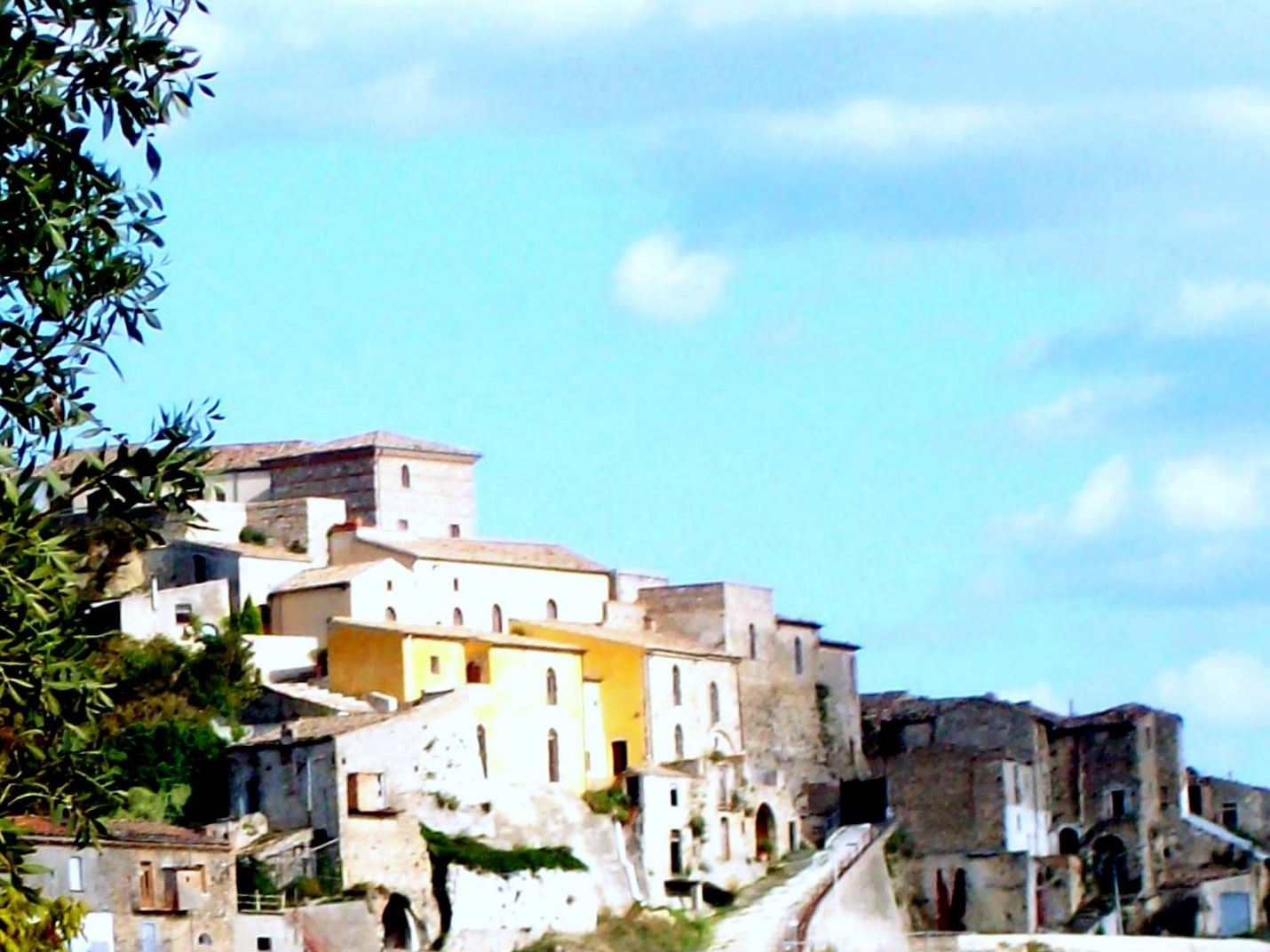
Borgo Castello

### Letteratura
Lo scrittore Giuseppe Ungaretti gli ha dedicato una poesia dal titolo "Acquaforte", poi cambiato in "Calitri".

#### Il soggiorno di Cagnazzi
Nella sua autobiografia La mia vita, lo scienziato ed economista Luca de Samuele Cagnazzi racconta di aver visitato nell'anno 1838 la città di Calitri. Vi si era recato per far visita a sua nipote Maria Elisabetta de Samuele Cagnazzi detta Bettina, moglie di Michele Zampaglione (1802-1887) detto Michelino, giudice della Gran Corte Civile di Catania e, in tale occasione, fece acute osservazioni sulla morfologia e l'orogenesi del territorio. Inoltre notò la particolare accoglienza dei calitrani, affermando che "l'accoglienza non solo della famiglia che della popolazione fu veramente grande". Aggiunse anche che "gli abitanti sono docili e di ottima morale. Ho vedute delle giovanette guidare gli asini colle some di legna sole, nella distanza di tre in quattro miglia e mi han detto non esservi esempio che soffran desse alcun insulto da giovanastri".
La famiglia di Bettina e Michelino dimorava solitamente a Trani e spesso si spostava nella città di Michele Zampaglione per far visita al padre Lorenzo e ala famiglia. Lo stesso Cagnazzi, pur di far visita a sua nipote, si diresse anch'egli a Calitri descrivendo il percorso fatto per giungervi una volta giunti a Eboli. In tale occasione Cagnazzi ebbe modo di vedere i grandi possedimenti della famiglia Zampaglione e in particolare il vasto bosco detto Castiglione, dove vi erano anche animali da allevamento che si alternavano tra Calitri e la Posta delle pecore che la famiglia Zampaglione aveva vicino Cerignola.
Come chiarito da Emilio Ricciardi, la famiglia Zampaglione, almeno a partire dal 1809, è sempre stata ben in vista e molto influente in città. Durante il regno dei napoleonidi, con l'eversione della feudalità i principi Mirelli avevano perso la difesa di Castiglione, la quale fu incamerata nel Demanio comunale di Calitri. L'elevata disponibilità di denaro permise agli Zampaglione di acquistare buona parte dei possedimenti che il Demanio comunale distribuiva ai contadini. Gli Zampaglione rivestirono numerose cariche importanti sia durante il Regno dei Borbone, sia dopo l'Unità d'Italia. Nel 1805, Giuseppe Zampaglione fu sindaco di Calitri. Nel 1893 anche Francesco Zampaglione divenne sindaco di Calitri e, fino al 1943, altri tre componenti della famiglia ricoprirono tale carica (cioè Giovanni, Gaetano e Salvatore Zampaglione). Già a metà del Settecento, stando ad alcuni documenti del catasto, i fratelli Gaetano e Salvatore Zampaglione abitavano entrambi in palazzo Zampaglione, situato "sulla strada del monastero" e lo stesso è tuttora abitato dai discendenti della famiglia Zampaglione, il che denoterebbe una sorta di legame affettivo della famiglia al palazzo.

### Media
Nel gennaio 2015, Calitri è stata il punto di partenza di una puntata della trasmissione di Gad Lerner, Fischia il vento.

### Cinema

#### Film girati a Calitri
- Ultima fermata di Giambattista Assanti[40]
- Nel paese dei coppoloni di Stefano Obino[41]

### Cucina
La cultura gastronomica calitrana è secolare: i cingulə (affini ai cavatelli pugliesi) e le cannazzə (ziti spezzati), serviti con ragù e pecorino grattugiato, sono i piatti tipici per eccellenza assieme all'acquasala che consiste in fette di pane bagnate con acqua bollente salata e poi arricchite con uova in camicia e olio soffritto con aglio e peperoncino piccante. Altri piatti ampiamente diffusi sono le lahanə, talvolta anche bollite nel latte e condite con sugo di pomodoro e fagioli, e le aurecchiə rə preutə, poi ancora gli scəlientə e il baccalà alla ualanegna, entrambi questi ultimi piatti conditi con sugo a base di olio soffritto con aglio e peperoncino piccante.
Altro prodotto tipico in costante sviluppo sul mercato è il pane di Calitri.

## Economia

### Artigianato
Fra gli artigiani, come scalpellini fabbri e falegnami spiccavano per fama e professionalità i ceramisti.
Fin dalla preistoria Calitri ha tracce culturali nell'ambito dell'argilla e ceramica, addirittura alcuni ben pensanti signori del posto disposero l'affinamento delle tecniche di lavorazione della maiolica importando intere famiglie di artigiani. Questi erano originari di Faenza e per questo venivano chiamati "i faenzari", ed essi dimoravano alla fine della stessa via detta appunto "dei faenzari".
Non essendo questo lavoro particolarmente redditizio spesso veniva integrato col lavoro dei campi.
Accanto all'arte della ceramica, era sviluppato l'artigianato legato al ricamo, attività diffusa capillarmente, anche se priva di caratteri prettamente locali ma comunemente diffusa in tutta l'area.

### Industria
Nei primi anni del secolo XX la più grande industria della zona è stata la S.A.L.C.A. (Società Anonima Laterizi Ceramiche affini) creata l'11 settembre 1921. Presenti diverse medie industrie da esportazione intercontinentale di materiali semiartigianali, industriali, di ceramiche di vario genere e di terrecotte da giardino e vivaio.
A seguito del terremoto dell'Irpinia del 1980 a Calitri venne attuato un piano per lo sviluppo dell'area industriale.
Ancor oggi sede di numerose aziende è rimasta la zona industriale con più fabbriche chiuse di tutta l'Alta Irpinia.

### Turismo
Anche se ancora in fase embrionale, il turismo sta diventando pian piano parte integrante dell'economia locale. È stato per diverso tempo prevalentemente di carattere estivo ma nel corso del tempo, anche se ancora con numeri non paragonabili alle zone turistiche vere e proprie, sta mutando in turismo permanente ossia distribuito durante tutto l'arco dell'anno.

## Infrastrutture e trasporti

### Strade
Calitri è interessata dalla Strada statale 401 dell'Alto Ofanto e del Vulture che collega Avellino alla Basilicata e alla Puglia, dalla Strada statale 743 Nerico-Bella Muro che collega il paese ad un altro pezzo di Basilicata e dalla Strada statale 399 di Calitri che collega la Strada statale 401 con la Strada statale 303 del Formicoso.

### Ferrovie
La località è servita dalla stazione di Calitri-Pescopagano, posta sulla linea Avellino-Rocchetta Sant'Antonio, sospesa al servizio viaggiatori dal 12 dicembre 2010 e attiva dal 2016 per soli treni storici e/o turistici, compresa la stazione di Calitri-Pescopagano.

## Amministrazione
| Periodo           | Periodo           | Primo cittadino             | Partito                    | Carica  | Note   |
| ----------------- | ----------------- | --------------------------- | -------------------------- | ------- | ------ |
| 23 aprile 1995    | 13 giugno 1999    | Vito Marchitto              | Lista civicaCentrosinistra | Sindaco | [ 45 ] |
| 13 giugno 1999    | 13 maggio 2001    | Rosanna Galgano             | Lista civica               | Sindaco | [ 45 ] |
| 13 maggio 2001    | 28 maggio 2006    | Vito Marchitto              | Lista civica               | Sindaco | [ 45 ] |
| 28 maggio 2006    | 15 maggio 2011    | Giuseppe Di Milia           | Lista civica               | Sindaco | [ 45 ] |
| 15 maggio 2011    | 31 maggio 2015    | Antonio Rubinetti           | Lista civica               | Sindaco | [ 45 ] |
| 31 maggio 2015    | 20 settembre 2020 | Michele Di Maio             | Lista civica               | Sindaco | [ 45 ] |
| 20 settembre 2020 | in carica         | Michele Di MaioLista civica | Sindaco                    | [ 45 ]  |        |

### Gemellaggi
- Lavena Ponte Tresa[46]

### Altre informazioni amministrative
Il territorio fa parte della comunità montana Alta Irpinia di cui è capoluogo.

## Sport

### Calcio
L'unica società di calcio del comune è la Polisportiva Calitri, fondata nel 1969. Durante la stagione sportiva 2018-2019 partecipa solo ai campionati giovanili. Disputa le gare casalinghe allo stadio comunale San Sebastiano.

### Pallavolo
Il comune ospita anche una società di pallavolo, la Pallavolo Calitri, la cui fondazione risale al 1973 anche se si affilia alla FIPAV solo dal 1992.